# باهرة زغبية
باهرة زغبية (الاسم العلمي: Agave cundinamarcensis) هو نوع من النباتات يتبع جنس الباهرة من الفصيلة الهليونية.